# Thomas Marmaduke
Thomas Marmaduke est un explorateur, chasseur de phoques et baleinier britannique du XVIIe siècle. 

## Biographie
Marmaduke effectue en 1609 une campagne de pêches à Bjørnøya. Commandant du Heartsease, il se croit alors le découvreur de cette île du Spitzberg alors que celle-ci l'a déjà été en 1596 par les Hollandais. Sur cette déclaration de découverte les marchands de Hull établissent alors leurs droits de pêches sur le secteur.
En 1611, sur le Hopewell de Hull, il chasse le morse. En juillet, il rencontre deux chaloupes du Mary Margaret, un navire envoyé par la compagnie de Moscovie pour chasser les baleines dans le Hornsund. Leur navire a été écrasé par la glace vers Engelskbukta. Marmaduke rejoint alors le nord de la baie pour tenter de sauver la cargaison. Plus tard, l' Elizabeth de Jonas Poole tente à son tour de récupérer le chargement de la Mary Margaret mais son navire chavire. Il s'embarque alors avec ses hommes sur le Hopewell. Poole prétend alors avoir découvert l'île Jan Mayen qu'il a nommé Trinity Island. 
L'année suivante, toujours maître du Hopewell, Marmaduke chasse la baleine dans le même secteur. Poole prétend alors avoir atteint 82° N mais rien ne prouve cela. Ce qui est certain c'est qu'il a rejoint le Wijdefjorden où en août 1614 Robert Fotherby et William Baffin ont trouvé une croix gravée du nom de Laurence Prestwood, ainsi que d'autres, datées du 17 août 1612. 
En 1613, Marmaduke explore comme vice-amiral sur le Matthew le Fairhaven (Svalbard) (en) et découvre vraisemblablement Hopen, une carte de la compagnie de Moscovie de 1625 indiquant 1613 comme date de découverte. En 1614, il commande le Heartsease et explore les côtes nord-est et nord-ouest du Spitzberg jusqu'à Gråhuken. En 1617, il écrit au roi Jacques pour lui signaler que la route la plus directe pour Cathay (Chine) se trouve au nord-est et demande à diriger lui-même cette expédition. Si aucun document ne prouve que cette demande a été acceptée, Marmaduke est vu pour la dernière fois au large d'Edgeøya. Sa trace se perd ensuite bien qu'en 1619, certaines sources signalent qu'il aurait voyagé autour de Sørkapp (en), à partir d'une station de pêche lui appartenant situé à la pointe sud de Hopen mais les sources manquent pour authentifier ces dires. 
Il apparait comme personnage dans le roman de Georgina Harding The Solitude of Thomas Cave (2009).